# Сади ел Гадафи
Сади ел Гадафи (арап. الساعدي معمر القذافي; Триполи, Либија, 25. мај 1973) је либијски привредник и бивши фудбалер. Трећи је син бившег либијског вође Муамера ел Гадафија.
Фудбалску каријеру је напустио 2004. године како би се прикључио војсци, гдје је командовао елитном јединицом. Дана 11. септембра 2011, услед Рата у Либији, напустио је земљу и отишао у Нигер. Тамо се налазио под присмотром нигерских власти.